# 長體柔麗鯛
長體柔麗鯛，為輻鰭魚綱鱸形目隆頭魚亞目慈鯛科的其中一種，分布於非洲馬拉威湖坦尚尼亞岸的Lukoma灣流域，棲息深度95-97公尺，體長可達4.8公分，棲息在底中層水域，生活習性不明。

## 擴展閱讀
維基物種上的相關：長體柔麗鯛